# Milot (Haiti)

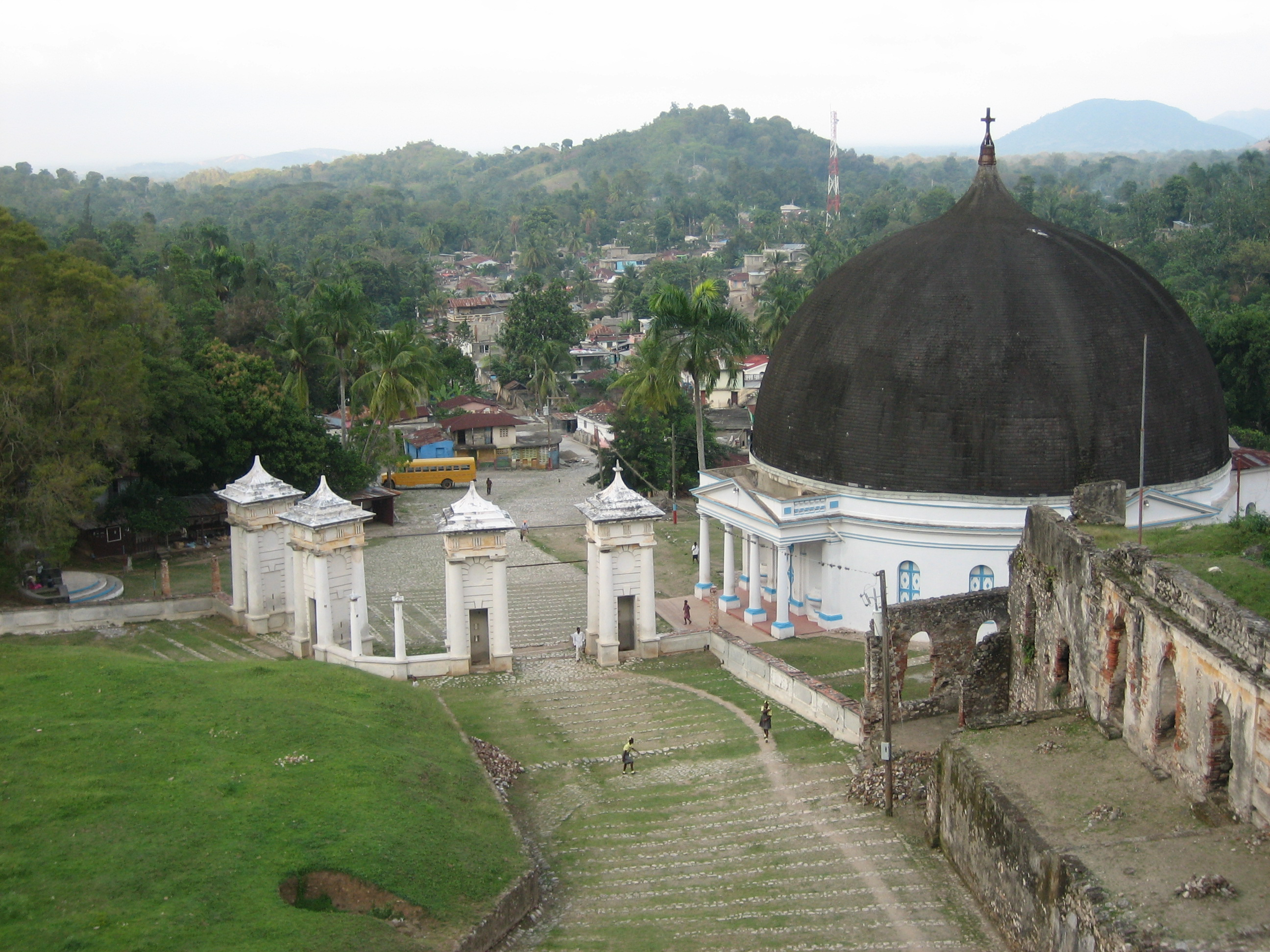
Milot, dinspre porțile Palatului "Sans-Souci"

Milot este o comună din arondismentul Acul-du-Nord, departamentul Nord, Haiti, cu o suprafață de 71,64 km2 și o populație de 29.094 locuitori (2009).